# Јужни амами-окинавски језици
Јужни амами-окинавски језици, једна од две подгрупе амами-окинавских језика, шире рјукјуанска група, јапанска породица. Језици се говоре на острву Окинава у Јапану. Обухвата 4 језика то су: кунигами [xug], 5.000 (2004); централни окинавски или лучу [ryu], 984.000 (2000); окиноерабу [okn], 3.200 (2004); Јорон [yox], 950 (2004).